# Ischnoptera brachyptera
Ischnoptera brachyptera är en kackerlacksart som beskrevs av Karlis Princis 1951. Ischnoptera brachyptera ingår i släktet Ischnoptera och familjen småkackerlackor. Inga underarter finns listade i Catalogue of Life.